# 음핵
음핵(陰核) 또는 공알 또는 클리토리스(영어: Clitoris)는 8,000개 이상의 신경 말단을 가진 장기로서 여성기의 일부이다.

## 구조
음핵은 체내 구조와 체외 구조로 나뉘어 있으며, 대부분은 몸 안에 있다. 체외 구조는 요도구 앞에 작은 돌기로서 드러나 있으나, 체내 부분까지 포함한 음핵의 전체 크기는 음경과 거의 같다. 발기 조직이 있어 성적 흥분으로 말미암아 단단해질 수 있다. 외음부의 상단부에 소음순으로 덮여 있는 작은 구근 모양이다. 크기는 개인차가 있지만 2.6 cm 정도 된다. 뿌리 같은 두 개의 음핵돌기를 가지고 자지.

## 기능
여성의 육체 중에서 가장 예민한 성감대이다. 특히 오직 성적인 쾌감을 위해 존재하는 조직으로 알려져 있으며, 음핵에 적절한 자극만 가해도 오르가슴에 도달한다. 또한 계속 혈액이 몰릴 수 있어, 클리토리스가 있는 사람은 오르가슴을 여러 번 느낄 가능성도 있지만 수치심도 있을 가능성 높아서 거부하기도 한다. 남성의 경우 귀두가 이에 해당하는 조직이다. 음핵이 질에서 먼 여성들은 질 삽입을 통해 오르가슴에 도달하기가 더 어려운 반면, 가까운 여성들에게는 훨씬 쉽다.
음핵 오르가슴이 질 오르가슴보다 미성숙한 오르가슴이라는 편견이 있으나, 어떤 오르가슴이 더 강렬하고 혹은 선호를 받는가에는 개인차가 있다.

## 역사
중세의 마녀사냥 지침서 말레우스 말레피카룸에서는 마녀의 발기한 음핵을 '악마의 젖꼭지'라고 부르며, 악마나 사악한 마법과 관계되었다는 증거라 보았다.
1545년, 프랑스의 작가이자 해부학자인 샤를 에스티엔느는 '인체 장기의 절개'라는 책에서 자신의 연구 결과를 전부 기록했으며, 음핵에 관한 내용도 포함되어 있다. 하지만 이 연구 결과는 해부학적으로 부정확하고 근본적으로 결함이 있다. 또한 '에스티엔느'는 '음핵'을 여성의 '수치스러운 장기'라 불렀다.
1559년, 이탈리아의 해부학 교수이자 의사였던 레알도 콜롬보는 음핵을 "여성의 즐거움이 모여 있는 곳"이라는 표현하며 '비너스의 사랑'이나 '비너스의 다정함'이라고 칭했다. 콜롬보는 이 부위가 페니스와 상당히 비슷한 식으로 기능한다는 것도 관찰하고, "만지면 조금 단단해 지는 것을 알 수 있다"고 기록했다. 콜롬보는 내부와 외부 음핵의 상당 부분을 구성하는 발기조직을 암시한 최초의 사람 중 하나였다.
1672년, 네덜란드의 의사이자 해부학자 레이니어 드 흐라프는 "우리는 마치 이것이 자연의 우주에 존재하지 않는 것처럼 이 부위를 언급하지 않은 일부 해부학자들이 있다는 것에 지극히 놀랐다.", "이제까지 우리가 절개해본 모든 시체에서, 우리는 눈과 손으로 이 부위를 아주 잘 감지할 수 있었다."라는 글을 남겼다. 드 흐라프는 가장 종합적인 음핵의 해부학적 구조 보고서를 작성하였다.
1844년, 독일의 해부학자 게오르게 루드비히 코벨트는 음핵을 연구한 결과, "각 부위를 비교해보았을 때 여성의 신체 구조는 남성의 신체와 전반적으로 유사하다"고 주장하였다. 코벨트는 내부와 외부 음핵의 세밀한 구조도를 그린 최초의 인물이다.
1904년, 지그문트 프로이트는 성 심리 발달에 대한 자신의 이론에서, 음핵 오르가슴은 미성숙한 것으로, 질 오르가슴은 성숙한 것으로 표현하였다. 프로이트는 음핵은 사춘기 이전에 오르가슴을 느끼는 부위이지만, 사춘기부터는 건강한 여성이라면 대신 질 오르가슴을 느끼기 시작해야 한다고 주장했다. 프로이트는 "여성성으로 변화함에 따라 음핵은 예민함 전체 혹은 일부, 그리고 동시에 중요성도 질에게 넘겨야 한다."이라는 글을 썼다.
1924년, 마리 보나파르트 공주는 자신이 삽입을 통해 오르가슴을 느끼지 못하는 것에 불만을 품고 해결책을 찾았다. 공주는 자신의 음핵이 질에서 너무 멀기 때문이라는 이론을 세우고, 그걸 증명하기 위해 직접 연구를 진행했다. 의사인 친구들의 도움을 받아, 공주는 여성 243명의 음핵과 질 사이의 거리를 쟀다. 그리고 A ,E. 나르자니라는 필명으로 '브뤼셀-메디컬'이라는 의학 저널에 연구 결과를 게재했다. 마리 공주의 연구는 음핵이 질에서 먼 여성들은 질 삽입을 통해 오르가슴에 도달하기가 더 어려운 반면, 음핵이 가까운 여성들은 오르가슴에 도달하기 훨씬 쉽다는 것을 보여주었다.
1948년, 그레이 해부학 25판에서 삭제된 적이 있으나, 정확한 원인은 알려지지 않았다.
1948년, 미국의 생물학자 알프레드 킨제이는 인간 여성의 성적 행동이라는 책에서, 성관계는 여성이 쾌감을 느끼는 가장 좋은 수단이 아니며 음핵이 여성 쾌감의 중심이라는 주장을 했다.
1998년, 오스트레일리아의 비뇨기과 의사 헬렌 오코넬은 해부를 통해 외부와 내부 음핵의 전체 모양을 파악했으며, 음핵의 숨은 면적과 크기를 상세히 밝혀냈다. 오코넬은 음핵이 크기가 무척 클 뿐 아니라 신경 말단이 많이 모여 있다는 것을 포함하는 연구 결과를 발표했다.

## 같이 보기
- 음핵 비대증